# ویسواف میخنیکوفسکی
ویسواف میخنیکوفسکی (لهستانی: Wiesław Michnikowski؛ ‏ تلفظ لهستانی: [ˈvjɛswaf]؛ ‏ ۳ ژوئن ۱۹۲۲ – ۲۹ سپتامبر ۲۰۱۷) صداپیشه و بازیگر اهل لهستان بود.
از فیلم‌ها یا مجموعه‌های تلویزیونی که وی در آن‌ها نقش داشته است، می‌توان به دارکوب، سفرهای آقای کِـلِـکْسْ، کاباره مردان مسن، ازدواج مصلحتی، سه گام روی زمین و سکسمیشن اشاره نمود.
وی همچنین برندهٔ جوایزی همچون گلوریا آرتیس شده‌است.